# Локомотив
Вижте пояснителната страница за други значения на локомотив.
Локомотивът (на латински: loco motivus) е тягов подвижен състав с огромна теглителна мощност за придвижване на композиции от вагони.
Подразделят се на 3 основни групи:
- парни,
- дизелови и
- електрически.

Съществуват и пневматични локомотиви, но са слабо разпространени.

## Началото
Първите успешни локомотиви са построени от корнуолския изобретател Ричард Тревитик. През 1804 г. неназованият му парен локомотив тегли влак по трамвайна линия на металургичния завод Пенъдарен, в близост до Мърдър Тидфил в Уелс. Локомотивът тегли влак от 10 тона желязо и 70 пътници в пет вагона в продължение на девет мили (14 km), което е било много тежко за чугунените релси, използвани тогава. Локомотивът е направил три пътувания, преди да бъде изоставен. Тревитик построява и серии от локомотиви след експеримента Пенъдарен, включително една, която върви в мина в Тайнсайд в Северна Англия, където се наблюдава от младия Джордж Стивънсън.
Първият комерсиален успех на парен локомотив е зъбчатият локомотив на Матю Мъри – Саламанка, построен за теснолинейната железница Мидълтън през 1812 г. Това е последвано през 1813 г. от Пуфтящия Били, построен от Кристофър Блекът и Уилям Хедлей за каменовъглената мина на Уилам – първият успешен локомотив, работещ само от сцепление. Пуфтящият Били е изложен в Музея на науката в Лондон, най-старият локомотив в съществуването.
През 1814 г. Джордж Стивънсън, вдъхновен от ранните локомотиви на Тревитик и Хедлей, убеждава управителя на мина Килингуорт, където работи, да му позволи да изгради парно задвижвана машина. Той построява Блюхер, един от първите успешни локомотиви със сцепление на фланцови колела. Стивънсън изиграва основна роля в развитието и широкото разпространение на парни локомотиви. Неговият дизайн подобрява на работата на пионерите. През 1825 г. той построява Локомоушън за жп линията Стоктън и Дарлингтън в североизточната част на Англия, която става първата публична линия с пара. През 1829 г. той построява Ракета, която е вписана в Рейнхил изпитванията, които спечелва. Този успех довежда до създаването на дружеството на Стивънсън, като предварително известните му локомотиви, използвани във Великобритания, Съединените щати и голяма част от Европа. Първата пътническа междуградска линия, Ливърпул – Манчестър, открита през 1830 г., ползва голямо количество парна енергия както за пътническите, така и товарни влакове.

## Класификации

### Движеща сила
Локомотива може да генерира енергия от гориво (дърва, каменни въглища, нефт или природен газ) или от външен източник на електроенергия. Това е общо за класифицирането на локомотиви от своя източник на енергия. Общо от тях са:

### Парни локомотиви
Парните локомотиви получават първична енергия най-вече от изгарянето на превозваното от тях гориво (използва се отначало торф или дърво, след което въглища, както и прахообразни въглища или мазут. Те са по-нататъшното развитие на парните превозни средства заради горивата в товарните помещения („въглищни кутии“). Парният локомотив е оригинал и дълго време е господстващ дизайн на локомотив.
В локомотивния парк на БДЖ се поддържат 4 броя парни локомотива от различни серии за атракционни туристически пътувания, за снемане на игрални филми и други.

### Газови локомотиви
Газови локомотиви са произвеждани в началото на XX век.

### Дизелови локомотиви
Дизеловите локомотиви се подразделят на
- маневрени,
- магистрални и
- комбинирани.

Маневрените и комбинираните локомотиви по принцип имат малка вписана мощност и се използват предимно за извършване на маневри и отвозване на леки пътнически влакове.
Магистралните локомотиви се използват за отвозване на тежки товарни влакове и пътнически състави на големи разстояния, в неелектрифицирани участъци.
По отношение на задвижването се подразделят на
- дизел-хидравлични,
- дизел-електрически и
- шинобуси, при които дизеловият двигател е свързан със скоростна кутия.

### Електрически локомотиви
Електрическите локомотиви също се подразделят на
- магистрални и
- маневрени.

Те имат изцяло електрическо устройство за разлика от дизел-електрическите или електрическите задвижвани с пара локомотиви. Локомотиви с тягови електродвигатели, които черпят енергия от генератор, задвижван от дизелов двигател, се класифицират обикновено като дизелови локомотиви.
Подразделят се на променливотокови и правотокови. Съвременно нововъведение са многосистемните електрически локомотиви, чието електрооборудване е конструирано да работи на две или повече захранващи системи, включително на променливотокова и правотокова контактна мрежа.
По българския стандарт мрежата Национална компания „Железопътна инфраструктура“ е с променливо напрежение 25 kV и 50 Hz.
Мини „Марица – Изток“ разполагат със собствена железопътна и контактна мрежа по стандарт 3 kV постоянно напрежение. По такъв стандарт е и мрежата на Пернишките мини.
Съществуват 3 основни системи контактни мрежи и няколко други слабо разпространени:
- 25 kV, 50 Hz променливотокова контактна мрежа – модерният стандарт, намаляващ загубата на напрежение по мрежата. Оптималният вариант за високоскоростни влакове.
  - Стандарт на българската контактна мрежа.
- 15 kV, 16²/3 Hz променливотокова контактна мрежа – стандарт на контактната мрежа в
  - Германия,
  - Швейцария,
  - Австрия,
  - Швеция и
  - Норвегия.
- 3 kV постояннотокова контактна мрежа – старите линии в Русия и Индия, основната железопътна мрежа в:
  - Италия,
  - Испания,
  - Полша,
  - Южна Франция,
  - Нидерландия,
  - Белгия,
  - Люксембург,
  - Япония и
  - Южна Африка.

### Хибридни локомотиви
Освен локомотиви, които използват само гориво за източник на енергия (например двигател с вътрешно горене), както и електрически двигател, има и хибриди, които допълнително използват акумулаторна батерия. Батерията действа като средство за временно съхранение на енергия, което позволява например изпълнението на регенеративно спиране и изключване на двигателя при работа на празен ход (както е използван в автомобили като „Тойота Приус“).

### Парно-дизелови хибридни локомотиви
Парно-дизеловите локомотиви са били пробвани в Англия, Русия и Италия, но с малък успех.

### Газотурбинни локомотиви
Газотурбинният локомотив използва газова турбина за задвижване на електрически генератор или алтернатор.

## Други
На локомотивите е наречена улица в квартал „Военна рампа“ в София (Карта).

## Галерия
- Локомотиви
- GE U20C в Индонезия, #CC201-05
- GE U20C „Full-Width Cabin“ в Индонезия, #CC203-22
- GE U20C full computer control locomotive in Indonesia, #CC204-06